# 有吉与志恵
有吉 与志恵（ありよし よしえ）は、日本の運動指導者（トレーナー）、実業家、著述家。元陸上選手で「コンディショニングメソッド」の提唱者。一般社団法人日本コンディショニング協会会長。株式会社ハースコーポレーション最高技術責任者（CTO）。プロフリークライマー野口啓代、楢﨑智亜、杉山愛など日本を代表する多くのアスリート、五輪メダリスト、メジャーリーガーなどにメソッドを提供する。コンディショニングに関する著書多数。

## 人物
福岡県出身。中学・高校時代にはスプリンターとして活動。日本体育大学時代には、陸上競技を続けるが記録が伸びないスランプに陥る。数多くのトレーニングを試すも成果が出ず、卒業と同時に陸上選手としての活動を終える。この頃の経験も、現在のメソッド確立や、アスリートへの指導の参考になっているという。
筋肉を「整える」ことで体調と体型を改善する「有吉与志恵メソッド」という独自の理論を提唱。アスリートやタレントなどを含む延べ1万人を指導。身体をいったん元々ある状態へリセットすることを特徴とし、歪みやこりを改善し、筋肉本来の働きをトレーニングで得ることができるとしている。有吉がジムでエアロビクスのレッスンを行っていた頃、インストラクターの多くが疲労や身体の痛み、不調を抱えていたことに疑問を持ったことから生まれた。
以降、長年にわたり、運動指導者としてキャリアを積み、筋肉を鍛えるよりも整える事で、体調と体形を改善できるとする「コンディショニングメソッド」を確立。セルフコンディショニング指導のほか、学校や企業、地方自治体向けの講演・講習会や指導者の育成にも注力。
有吉の提唱するコンディショニングは筋肉を整える方法との考えに立脚し、運動指導者は筋肉のプロフェッショナルであるべきとの立場をとる。また、「がんばらなくてもいいトレーニング」を標榜する。多くの運動の現場では、筋肉を鍛えることのみを主眼としたトレーニングだけが追求される結果、姿勢は歪み、はり、こり、痛みなどの症状が出現しやすい。有吉は、これらは身体は日常生活での動き方の癖や、運動による使い過ぎを原因とする歪みや不調を招いており、筋肉のアンバランスが原因だと考えた。人間の身体は恒常性が備わり元に戻ろうとする仕組みがあるが、筋肉のアンバランスはそれを狂わせる。「コンディショニング」は、この元に戻ろうとする働きを、筋肉のアンバランスを整えることで取り戻し、健康や美容のみならず、アスリートのパフォーマンスの向上にも寄与するとの立場をとる。
コンディショニングには、「リセットコンディショニング」と「アクティブコンディショニング」の2つの方法があるとし、前者は、使いすぎ、もしくは使わなく硬くなった筋肉を、もとの弾力にある状態に戻すことで、筋肉に意識を向けずに、元々持っている体の反応、動きを発揮できるようする。後者は、
筋肉を再教育し、動作を改善するもので、しなやかな筋肉になり、疲れにくい身体になると主張する。
冷えを根本的に解決するには、体内の深部温度を上げることが重要とし、そのための多くのコンディショニングを提唱。コンディショニングの前後の変化をCTスキャナー撮影で観察したところ、コンディショニング前に溜まっていたガスが排出され、さらにへその位置が数センチあがっていた事実が明らかにされた。姿勢改善を行う場合、コンディショニングで改善していくポイントは2つで、足裏または背骨のどちらかであるという。
2009年には、2001年に始めた「エアロフットセラピーインストラクター養成講座」を礎に、運動指導者および一般を対象とした、コンディショニングに関する分野で、その方法の探求及びプログラム普及事業の実行、コンディショニングの指導者の育成、健康教育を通じた国民健康の振興及びスポーツ振興を図る目的としした一般社団法人日本コンディショニング協会（NCA）を設立。数多くの講座などを主宰する。
杉山愛、野口啓代、楢﨑智亜らのコンディショニングトレーナーを務めた。

## 略歴
- 2001年 - 「エアロフットセラピー」を開発[2]。
- 2009年 - 一般社団法人日本コンディショニング協会（NCA）を設立。
- 2017年 - 恵比寿アクトスクエアにて開催された、スポーツを言語化するプロジェクトALE14(エイル・フォーティーン) ♯1にてプレゼンターを務める[16]。
- 2022年 - アステラス製薬と「迫り来る日本の医療危機に対して私たりができること」をテーマに対談[17]。
- 2024年
  - 第一三共ヘルスケアのサイト「健康美塾」にて取材記事が掲載される[18]。
  - 8月5日、一般社団法人日本産業カウンセラー協会のYouTube番組「ごきげんさん」に出演。田中会長と対談する[19]

## 著書
- 『アスリートのためのコアトレ 2 ―必ず強くなるセルフコンディショニング第2巻』 (全2冊)（2008年10月25日刊行）ISBN 9784583101132
- 『フットコンディショニング』（小学館、2009年7月28日刊行）ISBN 9784396613396
- 『ブレスダイエット 呼吸でやせる!』（講談社、2009年11月6日刊行）ISBN 9784062158596
- 『体幹を鍛える コアトレ スタートブック』 (GAKKEN SPORTS BOOKS、2010年4月14日刊行)ISBN 9784054044999
- 『40歳50歳からの若くなる身体「筋肉の弾力」が決め手』(さくら舎、2014年10月10日刊行) ISBN 9784906732258
- 『表現スポーツのコンディショニング 新体操・フィギュアスケート・バレエ編 (強くなるコアトレ)』（ベースボールマガジン社、有吉 与志恵、秋山 エリカ/共著、 2016年1月20日刊行）ISBN 9784583109398
- 『スイングが劇的に変わる! コアトレゴルフ』（実業之日本社、有吉与志恵、濱田塁/共著、2016年6月30日）ISBN 9784408330136
- 『コンディショニングスタートブック 筋肉を整え、本来のカラダを取り戻す!』（学研プラス、2017年5月23日）ISBN 9784058007488
- 『思いどおりのカラダになれる! 正しい体幹トレーニング』（実業之日本社、2017年9月20日）ISBN 9784408337210
- 『野球のコンディショニング 強くなるコアトレ』（有吉与志恵、牧野講平/共著、ベースボール・マガジン社、2017年8月24日刊行） ISBN 9784583111087[20]
- 『息のしかたでカラダは変わる はく・すうの法則』（高橋書店、2018年9月27日刊行）ISBN 9784471032593
- 『強くなるコアトレ スポーツクライミングのコンディショニング』（ベースボール・マガジン社、有吉与志恵、野口啓代/共著、2022年6月22日刊行） ISBN 9784583115061

その他多数